# Kvæfjord (Kommune)
Kvæfjord ist eine Kommune im norwegischen Fylke Troms. Die Kommune hat 2852 Einwohner (Stand: 1. Januar 2025). Verwaltungssitz ist die Ortschaft Borkenes.

## Geografie
Kvæfjord liegt auf der Insel Hinnøya, der größten Insel des norwegischen Hauptlandes, und umfasst Gebiete im Westen und Osten des gleichnamigen Fjords Kvæfjord, der sich von Norden in die Insel einschneidet. Der südliche Bereich des Fjords trägt auch den Namen Gullesfjord, im nördlichen Bereich liegt die Insel Kveøya in einer Bucht. Die Gemeinde Kvæfjord grenzt an die Kommunen Sortland im Westen, Lødingen im Süden, Tjeldsund im Südosten sowie Harstad im Osten und Nordosten. Im Norden befindet sich der Andfjord. Sowohl Sortland als auch Lødingen liegen in der Nachbarprovinz Nordland und Kvæfjord gilt als die südwestlichste Kommune der Provinz Troms.
Das Gemeindeareal ist von Bergen geprägt und im Süden und Westen befinden sich die höchsten Erhebungen. Entlang der Küste ist die Strandebene meist schmal. Die höchste Erhebung ist der Reinspælen mit einer Höhe von 1118 moh.

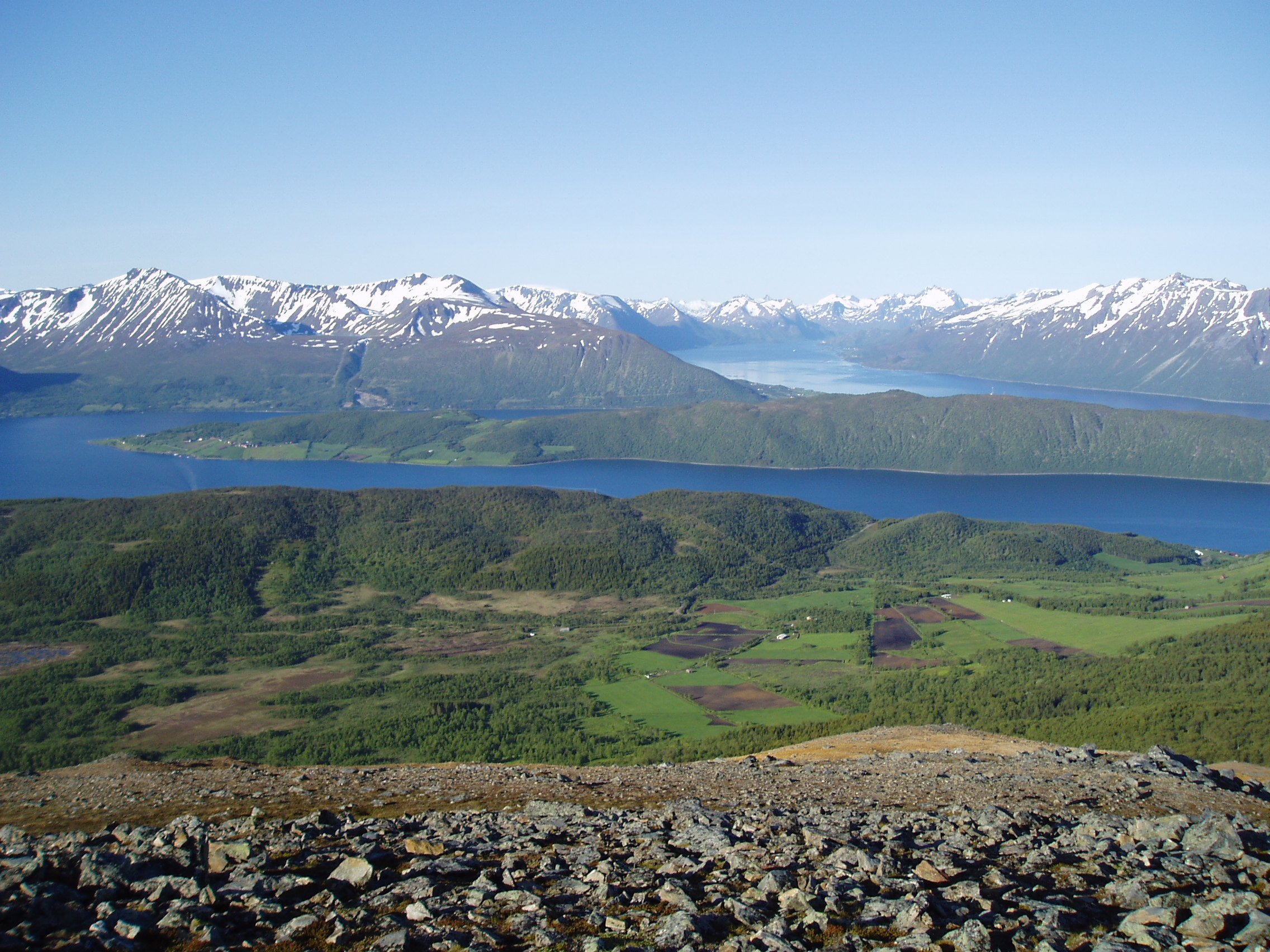
Blick auf die Insel Kveøya, das Kvæfjord und das Gullesfjord
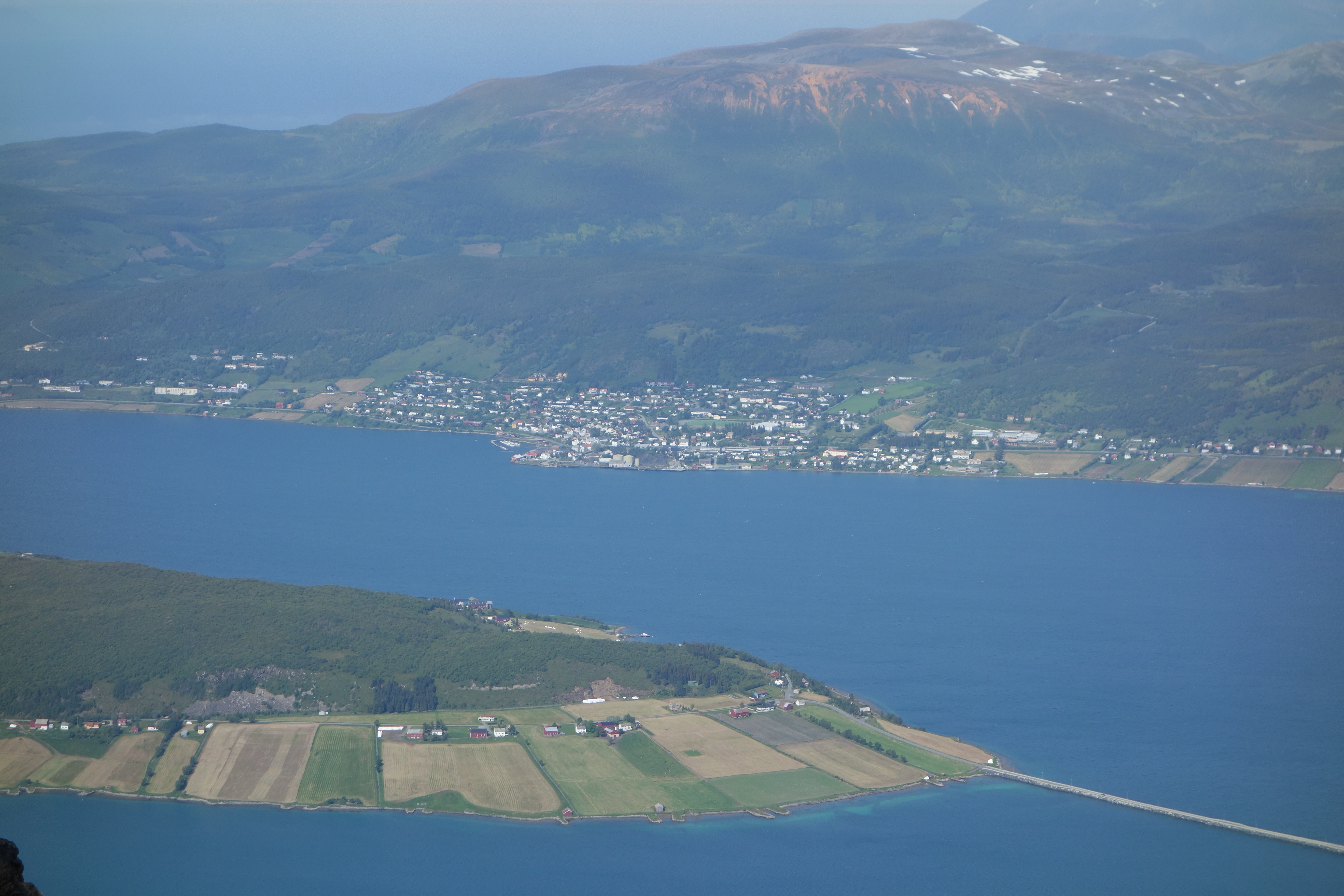
Borkenes und die Kveøya im Vordergrund

## Einwohner
Die Einwohner konzentrieren sich vor allem auf den nördlichen Bereich der Gemeinde. In den 1980er-Jahren begann die Einwohnerzahl zu sinken, zwischen 2008 und 2018 sank die Zahl im Schnitt um 0,4 % jährlich. In der Gemeinde liegen zwei sogenannte Tettsteder, also zwei Ansiedlungen, die für statistische Zwecke als eine städtische Siedlung gewertet werden. Diese sind Borkenes mit 1519 und Vikvågen mit 264 Einwohnern (Stand: 1. Januar 2024).
Die Einwohner der Gemeinde werden Kvæfjerding genannt. Kvæfjord hat weder Nynorsk noch Bokmål als offizielle Sprachform, sondern ist in dieser Frage neutral.
| Jahr          | 1986 | 1990 | 1995 | 2000 | 2005 | 2010 | 2015 | 2020 | 2025 |
| ------------- | ---- | ---- | ---- | ---- | ---- | ---- | ---- | ---- | ---- |
| Einwohnerzahl | 3723 | 3527 | 3416 | 3287 | 3072 | 3049 | 3076 | 2839 | 2852 |

## Geschichte
Die Gemeinde Kvæfjord entstand, nachdem im Jahr 1837 die kommunale Selbstverwaltung eingeführt wurde. Im Oktober 1956 wurde ein mit nur 32 Personen besiedeltes Gebiet an die damalige Kommune Trondenes überführt. Im Jahr 2000 ging ein Teil an Sortland über. Mit der Kvæfjord kirke liegt eine 1867 erbaute Holzkirche in der Gemeinde. In Kvæfjord befinden sich des Weiteren mehrere Grabhügel.

## Infrastruktur und Wirtschaft

### Verkehr
Die Europastraße 10 (E10) führt durch den Süden der Gemeinde; insgesamt führt sie in West-Ost-Richtung bis an die schwedische Grenze. Der Riksvei 85, der entlang des Westufers des Gullesfjords verläuft und an dessen Südufer in die E10 mündet, stellt unter anderem eine Verbindung nach Sortland her. Im Nordosten stellt der Fylkesvei 83 die Hauptstraßenanbindung dar. Dieser führt nach Harstad und von dort weiter in den Süden zur E10. Im Jahr 2010 wurde die Brücke von der Kveøya auf die Insel Hinnøya errichtet.

### Wirtschaft
Das lokale Klima schafft gute Voraussetzungen für die Landwirtschaft, welche lange die dominierende Wirtschaftsbranche war. Vor allem sind  die Rinder-, Schaf- und Hühnerhaltung verbreitet. Auch werden Futterpflanzen, Gemüse, Kartoffeln und Erdbeeren angebaut. Die Bedeutung der Fischerei im Kvæfjord ging mit der Zeit zurück. Mittlerweile sind Lachszuchtstationen im Betrieb. Die industrielle Produktion ist von eher geringer Bedeutung. Im Jahr 2015 arbeiteten etwa 46 Prozent der Arbeitstätigen in anderen Gemeinden, vor allem in den umliegenden Kommunen Harstad, Sortland und Hadsel.

## Name und Wappen
Das seit 1986 offizielle Wappen der Kommune zeigt eine goldene Erdbeerpflanze auf goldenem Hintergrund. Bereits um etwa 1430 wurde das Gebiet als Qwidhiofiordh bezeichnet. Der Name stammt möglicherweise vom Inselnamen Kviðja (heute Kveøya) ab, welcher wiederum sich vom altnordischen Begriff „kviðr“, also „Bauch“, ableitet.

## Persönlichkeiten
- Gertrud Rask (1673–1735), Missionarsgattin
- Halvard Olsen (1886–1966), Gewerkschaftsführer und Politiker
- Birger Bergersen (1891–1977), Anatom, Zoologe, Hochschullehrer, Diplomat und Politiker
- Anne Petrea Vik (* 1933), Politikerin
- Karl Erik Harr (* 1940), Maler, Zeichner, Grafiker, Illustrator und Schriftsteller